# Панюков, Анатолий Васильевич
Анатолий Васильевич Панюков (28 ноября 1951, Копейск, Челябинская область) — советский и российский математик, предпринявший попытку доказать равенство классов P и NP; доктор физико-математических наук, профессор Южно-Уральского университета.
Заслуженный работник высшей школы РФ (2007), Почетный работник высшего профессионального образования (2001), Соросовский доцент (1998), Изобретатель СССР (1979), Медаль Минвуза СССР (1979).
Имеет более 200 публикаций в престижных изданиях, 16 авторских свидетельств на изобретения, 4 патента.

## Биография
Родился 28 ноября 1951 года в городе Копейске Челябинской области.
30 мая 1986 года диссертационным советом Института кибернетики им. В. М. Глушкова АН СССР присвоена степень кандидата физико-математических наук (спец. 01.01.09 — математическая кибернетика).
26 июля 1991 года присвоено учёное звание доцента, а 11 февраля 2000 года — учёная степень доктора физико-математических наук (защита в диссертационном совете при ВЦ РАН им. А. А. Дородницина, спец. 05.13.18 — математическое моделирование, численные методы и комплексы программ).
20 июня 2001 года присвоено учёное звание профессора по кафедре информатики.
В 2013 году сообщил о решении одной из семи так называемых математических задач тысячелетия — равенство классов P и NP. Результаты были представлены на международных конференциях: Seventh Czech-Slovac International Symposium on Graph Theory, Combinatorics, Algorithms and Applications, Третья междунарордная научная конференция Информационные технологии и системы, IV International Conference "Mathematical Modelling, Optimization and Information Technologies.
Результаты работы также обсуждаются на научных семинарах в Институте математики и механики УрО РАН и Института проблем управления РАН. Ожидаются официальные комментарии. Однако в поданной в 2013 году в журнал «Автоматика и телемеханика» статье была найдена ошибка и статья А. Панюкова не была опубликована.